# 競艇ゆく年くる年2007
競艇ゆく年くる年2007（きょうていゆくとしくるとし2007）は、2007年（平成19年）12月31日21時から2008年（平成20年）1月1日6時まで、9時間にわたって日本レジャーチャンネルが放送した年越し番組である。
『JLC NEWS』の特別番組であり、JLC NEWS 年末スペシャル『競艇ゆく年くる年』とも記載される。

## 放送内容
- オープニング（出演：相川智華・永田磨梨奈・松岡俊道・内田和男・荻野滋夫・小島武夫・夢大作・桧村賢一・黒須田守・佐山夏子・恩田菜穂）
- 植木通彦引退特別番組「不死鳥伝説」
  - パート1（司会：内田和男）
  - パート2 植木通彦・中道善博スペシャル対談
- 2007競艇ベスト10（出演者：荻野滋夫・恩田菜穂・小島武夫・夢大作・桧村賢一・黒須田守・佐山夏子・ひまひまデータ ほか）
- 競艇新春大討論&新春大予想
  - お年玉大予想バトル（出演：松岡俊道・恩田菜穂・小寺謙三）
  - 新春競艇討論会（出演：松岡俊道・恩田菜穂・小島武夫・夢大作・桧村賢一・黒須田守・佐山夏子）
- 競艇場リレー中継
  - 蒲郡競艇場（出演：田中早織・山本泰照・高橋貴隆）
  - 児島競艇場（出演：本間千草・吉田清志・椛島健一）
  - 大村競艇場（出演：大串理沙・松田雅文・大場ナツキ）
  - ボートピア京都やわた（出演：小林亜理紗・長嶺豊）
- 2007年12月31日JLCNEWS（出演：桝本奈生・太田彩乃・荻野滋夫）
- 選手からのあけおめコメント
- チャリティーオークション